# Отрадненський ГПЗ – Тольятті
Отрадненський ГПЗ – Тольятті – газопровід у Самарській області Росії.
У 1960-х роках в Самарській області почав роботу з супутнім газом нафтових родовищ Отрадненський газопереробний завод. Одним з напрямків видачі підготованого тут товарного газу став трубопровід до Кубишевського азотно-тукового заводу (КАТЗ, «Куйбишевазот»), виробничий майданчик якого знаходиться на у місті Тольятті. Також відомо, що належне до КАТЗ виробництво аміаку, сировиною для якого є природний газ, почало роботу в 1966 році, при цьому воно було першим, ресурс для якого отримували за рахунок супутнього газу.
Газопровід виконаний в діаметрі 720 мм та розрахований на робочий тиск до 5,4 МПа. Відстань між майданчиками Отрадненського ГПЗ та КАТЗ по прямій перевищує сто двадцять кілометрів.